# 吉里 (堪薩斯州)
吉里（英語：Geary）是位於美國堪薩斯州多尼芬縣的一個鬼鎮。

## 歷史
吉里的郵政局於1857年設立，直到1805年結束營運。